# Just the Two of Us (lied)
Just the Two of Us is een r&b-single van Grover Washington jr. en Bill Withers uit 1980. Het nummer verscheen op Washingtons album Winelight en bereikte de tweede plaats in de Billboard Hot 100.
In het nummer is een grote rol weggelegd voor de warme saxofoonklanken van Washington. Bill Withers neemt de zang voor zijn rekening.

## Coverversies

### Pop, r&b
- Bill Cosby parodieerde het als Just The Slew Of Us voor zijn film Bill Cosby: Himself uit 1983.
- Will Smith coverde het in 1998. Deze versie werd in zekere zin geparodieerd in de film Austin Powers: The Spy Who Shagged Me. Hierin schreef Dr. Evil zich de credits van de Will Smith-bewerking toe en sprak Mini-Me voor het eerst (een zware stem zei: "You and I").
- Regina Belle nam het op voor haar album To Grover, With Love uit 2001. Dit als eerbetoon aan saxofonist Grover Washington.
- Just the Two of Us was ook de titelsong van het gelijknamige programma van Talpa/Tien waarin artiesten aan niet-zangers worden gekoppeld voor man/vrouw-duetten.

### Latin en  salsa
- De Mexicaanse zanger Jose Jose nam in 1981 de Spaanstalige versie op onder de fonetische titel Solos Tu Y Yo. Producer Louie Ramirez en zanger Ray de la Paz maakten er een jaar later een salsabewerking van. De in Nederland woonachtige zangeres Denise Rivera heeft het gecoverd met haar (voormalige) band Salsa Caliente.
- De Puerto Ricaans-Amerikaanse zanger Carlos Mojica nam in 2015 een eigen salsaversie op, met behoud van de oorspronkelijke Engelse tekst.

## NPO Radio 2 Top 2000
| Nummer met noteringen in de NPO Radio 2 Top 2000 | '00  | '01-'19 | '20  | '21  | '22  | '23  | '24  |
| ------------------------------------------------ | ---- | ------- | ---- | ---- | ---- | ---- | ---- |
| Just The Two Of Us                               | 1842 | -       | 1816 | 1268 | 1397 | 1641 | 1810 |

1. ↑  Een '-' betekent dat het nummer niet was genoteerd en een vetgedrukt getal geeft de hoogste notering aan.
2. ↑  2000 was het eerste jaar met een notering voor dit nummer.